# Chiesa di Sant'Angelo in Montespino
La pieve di Sant'Angelo in Montespino è una chiesa rurale, situata nel comune di Montefortino (FM).

## Posizione
La chiesa sorge sulla cima del Montespino a 863 m s.l.m., a cavallo tra i torrenti Vetremastro e Cossudro. L'edificio torreggia ad est dell'abitato della frazione di Cerretana di Montefortino, ed è chiaramente visibile da tutto il territorio dei comuni di Montefortino e Montemonaco.

## Storia
La prima fonte rintracciabile concernente la chiesa di Sant'Angelo in Montespino è un documento chiamato "Chartula Convenientiae" del gennaio 977 con la quale il vescovo di Fermo Gaidulfo concede in enfiteusi al conte Mainardo di Siffredo circa tremila ettari di territori nella zona di Comunanza, Montefortino, Amandola e Sarnano, riservandosi la pieve di S. Angelo in Montespino con le abitazioni e i beni dotali, i libri, gli oratori e le terre annesse.
Il 16 marzo 1064 viene consacrato l'altare maggiore dal vescovo Ubalrico, come era documentato da una lapide murata sul lato destro del presbiterio, oggi trafugata e perduta.
Dal XI al XII secolo è una delle più importanti pievi della diocesi di Fermo. Il pievano, sebbene dipendente dal vescovo, esercitava in suo nome i più ampi poteri e aveva anche la facoltà di conferire una cinquantina di chiese o benefici ecclesiastici.
In un documento del 10 dicembre 1236 il pievano Bernardo riceve a nome del vescovo di Fermo Filippo II l'atto di sottomissione feudale a Toseratto di Attone e suo figlio, signori di Poggio di Sant'Angelo.
Il 7 luglio del 1272 il Vescovo Gerardo, col consenso del pievano Don Giacomo concesse al comune di Montefortino tutti i vassalli della chiesa parrocchiale di Sant'Angelo, al fine di affrancarli dal vassallaggio spostandoli dentro il castello. In cambio il sindaco, Giovanni da Venanzio, sottoscrive a nome del Comune di Montefortino il censo di 10 scudi volterrani per un cero da offrire ogni anno alla festa di San Michele.
Nella "Convenzione di spoglio", stipulata a Montottone il 2 gennaio 1301, il pievano Francesco si priva della facoltà di assegnare chiese e benefici in favore del vescovo fermano Alberico; tuttavia conserva per il diritto di esigere la metà delle decime e la settima parte dei mortori per tutte le chiese dipendenti.
Tra il 1440 e il 1444 fu eretta la chiesa di Santa Maria Nuova a Montefortino, che divenne la nuova sede del pievano. A Montespino veniva inviato un sacerdote per la celebrazione della messa nei giorni festivi.

## Architettura
L'edificio originale del VI secolo doveva essere invece una chiesa longobarda costruita sui resti di un antico tempio pagano. La struttura è stata ampliata e modificata nel corso del XI secolo, fino al 1604 quando raggiunse la sua forma attuale.

### Cripta
Sotto l'altare si accede alla cripta, che è la parte più antica della chiesa. La volta è sorretta da sei colonne provenienti da antichi tempi pagani.